# Nobody's Fool (1986)
Nobody's Fool é um filme de comédia de 1986, com roteiro de Beth Henley, dirigido por Evelyn Purcell e estrelado por Rosanna Arquette, Eric Roberts e Mare Winningham.
O filme trata do envolvimento do personagem principal Cassie (feito por Rosanna Arquette) que busca o amor, e escapa da vida mundana ordinária.